# Verzenay
Verzenay é uma comuna francesa na região administrativa do Grande Leste, no departamento de Marne. Estende-se por uma área de 10.62 km², e possui 1.049 habitantes, segundo o censo de 2018, com uma densidade de 99 hab/km².